# 圣巴泽耶
圣巴泽耶（法語：Sainte-Bazeille，法語發音：[sɛ̃t bazɛj]）是法国洛特-加龙省的一个市镇，位于该省西部，加龙河右岸，属于马尔芒德区。

## 地理
圣巴泽耶（44°31'49"N, 0°5'39"E）面积20.67 平方千米，位于法国新阿基坦大区洛特-加龍省，该省份为法国西南部内陆省份，北起多爾多涅省，西接吉倫特省和朗德省，南至热尔省，东临塔恩-加龙省和洛特省。
与圣巴泽耶接壤的市镇（或旧市镇、城区）包括：拉居皮、博皮、居皮河畔卡斯泰尔诺、加龙河畔库蒂尔、戈雅克、瑞西、马尔芒德、小圣马丹。

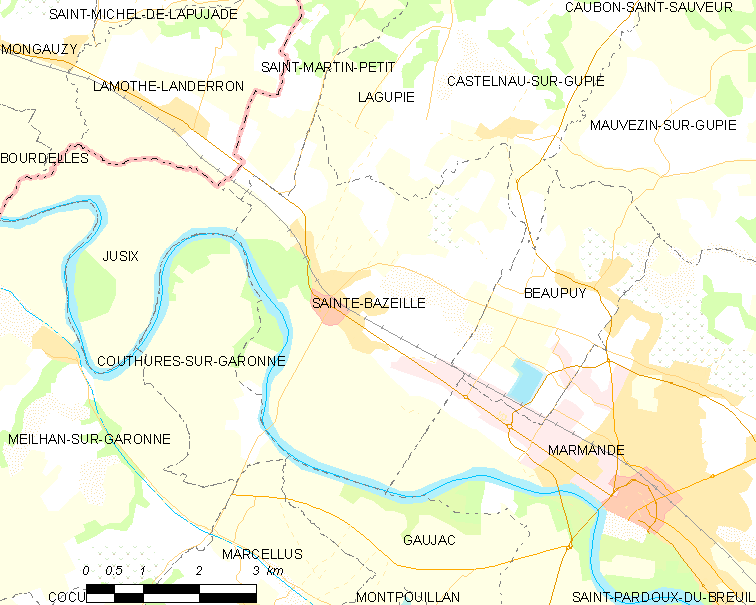
圣巴泽耶的OSM定位图

圣巴泽耶的时区为UTC+01:00、UTC+02:00（夏令时）。

## 行政
圣巴泽耶的邮政编码为47180，INSEE市镇编码为47233。

## 政治
圣巴泽耶所属的省级选区为马尔芒德第一县。

## 人口

1962-2008年间圣巴泽耶人口变化图示

圣巴泽耶于2022年1月1日时的人口数量为3183人。